# 博阿維斯塔島
博阿維斯塔島（葡萄牙語：Ilha da Boa Vista）是佛得角最東端的島嶼，位於非洲大陸以西455公里，屬於向風群島的一部分，面積620平方公里，是該國第三大島嶼，島上最高點387米，2005年人口3,353，居民主要從事捕魚業和農業。

## 外部連結
- 旅遊網站（页面存档备份，存于）, Boavista Official
- Maps of  Boa Vista (scale: 1:50:000) （页面存档备份，存于）
- Hiking Guide Boa Vista （页面存档备份，存于）
- Video in HD of Boa Vista island （页面存档备份，存于）

16°6′11.934″N 22°48′12.589″W / 16.10331500°N 22.80349694°W